# Talsperre Neustadt

Arbeiten auf der Mauerkrone (1905)

Kantinenbaracke auf der Baustelle (1904)

Staumauer luftseitig (1905)

Staumauer (1905)

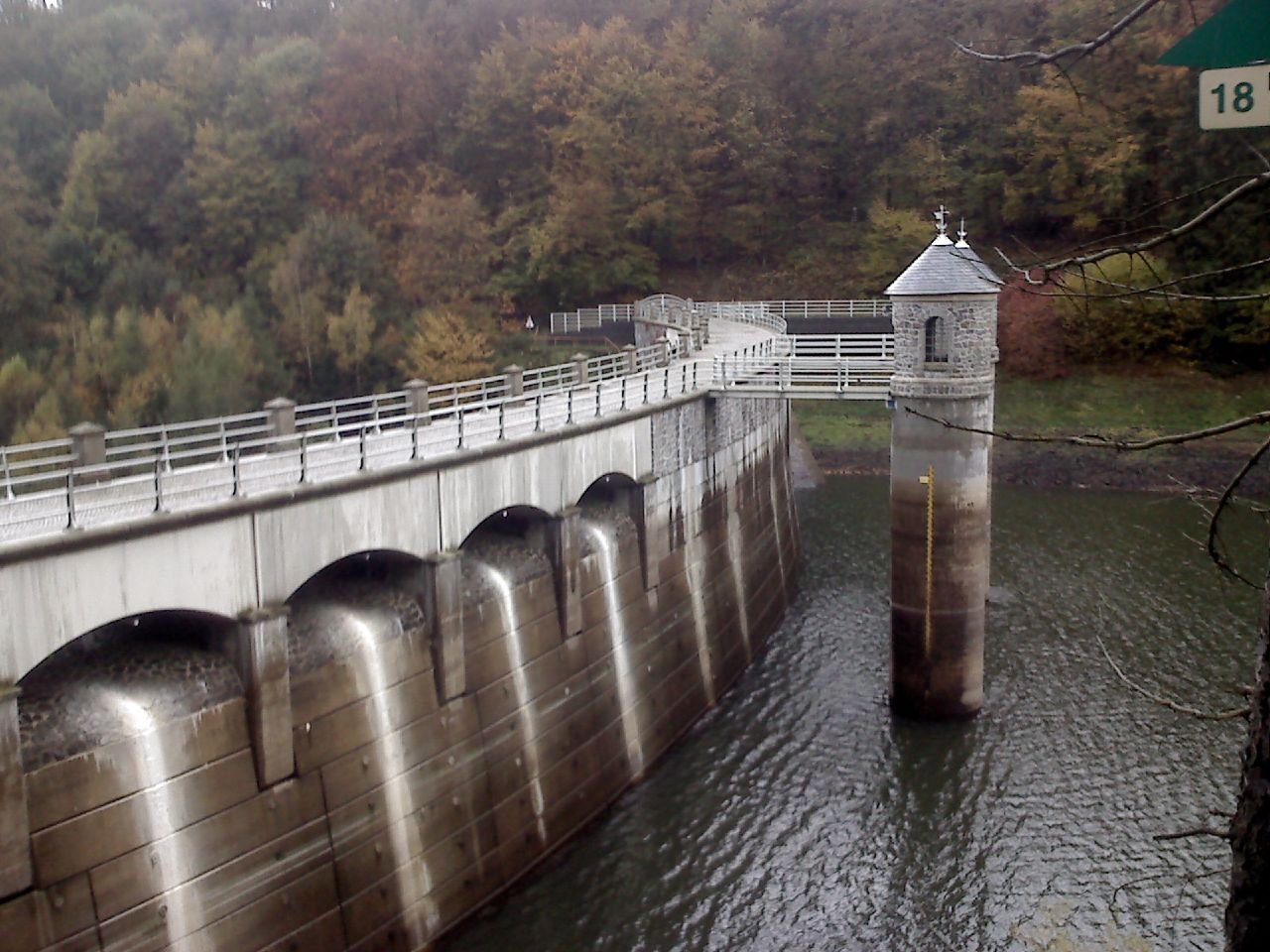
Staumauer wasserseitig (2010)

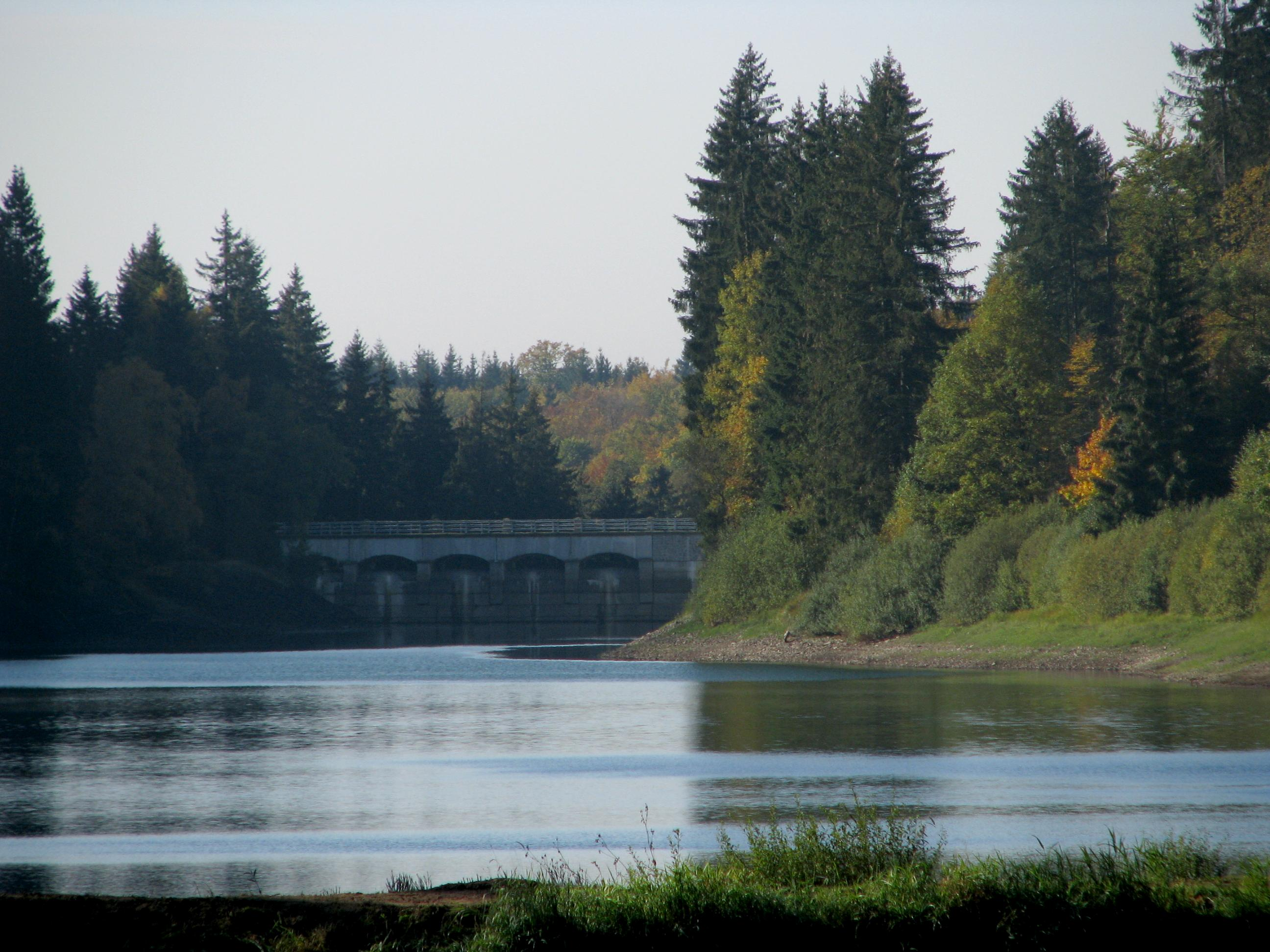
Talsperre Neustadt im Herbst 2012

Die Talsperre Neustadt (auch Neustädter oder Nordhäuser Talsperre genannt) im Harz ist eine 1904 bis 1905 erbaute, aus Staumauer, Stausee und Wasserkraftwerk bestehende Stauanlage nahe Neustadt im Landkreis Nordhausen in Thüringen.
Die Talsperre dient der Trinkwasserversorgung von Stadt und Teilen des Landkreises Nordhausen; das Wasser wird an den Wasserverband Nordhausen geliefert. Sie besitzt die älteste Staumauer in Thüringen. Das gestaute Gewässer ist der Krebsbach. Die Talsperre gehört dem Freistaat Thüringen, Betreiber ist die Thüringer Fernwasserversorgung (TFW).
Baden und Freizeitsport im Stausee sind ebenso wie das Betreten der Staumauer untersagt, aber man kann rund um den Stausee wandern.

## Geographische Lage
Die Talsperre Neustadt befindet sich im Südharz im Naturpark Südharz. Sie liegt etwa 3 km (Luftlinie) nordöstlich von Neustadt am Oberlauf des Thyra-Zuflusses Krebsbach unter anderem zwischen dem Bettler (568,8 m) im Nordosten, Mittelberg (533 m) im Südosten und Heidelberg (527,5 m) im Westen.

## Staumauer
Die gekrümmte Gewichtsstaumauer, die durch ihr Eigengewicht den Krebsbach aufstaut, ist etwa 134 m (anderen Angaben zufolge 134,6 m) lang und an ihrer Krone 4,25 m und an der Basis rund 19 m breit. Über der Talsohle ist sie 32 m und über der Gründungssohle 33,76 m hoch. Die Mauerkrone liegt auf 448,62 m ü. NN. Die Mauer, die aus Bruchsteinen besteht und an ihrer Luftseite eine Oberfläche aus Natursteinen aufweist, besitzt einen Überfall mit 11 Öffnungen, die je 5 m breit sind. Die Rohwasserabgabe beträgt im Mittel etwa 5.500 m³ pro Tag. Die Geländehöhe an der Wasserseite der Staumauer liegt auf 420,48 m und an ihrer Luftseite auf 420,98 m.

## Stausee
Der Stausee ist etwa 14 ha (0,14 km²) (anderen Angaben zufolge 13,68 ha (0,1368 km²)) groß. Er erstreckt sich etwa in Nordnordost-Südsüdwest-Richtung auf knapp 1,5 km Länge und ist in seinem Mittelteil maximal etwa 200 m breit. Er hat 1,230 Mio. m³ Speicherraum und 1,25 Mio. m³ Gesamtstauraum. Sein Stauziel liegt auf 445,98 m Höhe. Das Einzugsgebiet ist 5,4 km² groß. Das Bemessungshochwasser liegt bei 4 m³/s.

## Wasserkraftwerk
Zwischen der Talsperre und der Stadt Nordhausen beträgt der Höhenunterschied etwa 180 Meter. Dieses Gefälle wird zur Energiegewinnung mittels einer Pelton-Turbine von Siemens genutzt. Das Wasser gelangt über eine etwa 11 km (anderen Angaben zufolge 10,6 km) lange Gussrohrleitung mit 400 mm Durchmesser am Hochbehälter Osterstraße in ein Turbinenhaus. Die erzeugte Energie beträgt etwa 300.000 bis 400.000 kWh pro Jahr. Sie wird tagsüber zum Betrieb der Nordhäuser Straßenbahn, in der Nacht für die Stadtbeleuchtung verwendet.

## Geschichte

### Bau
Trotz der 1878 erfolgten Erweiterung der Wasserversorgung Nordhausens durch den Bau von Sammelbrunnen auf der Garthoffwiese nordwestlich von Neustadt und einer Wasserzuführung aus dem Ottostollen im Ilfelder Tal, kam es immer wieder zu Engpässen beim Trinkwasser. Ein Gutachten kam zu dem Ergebnis, dass dies nur durch Bau eines „Stauwerkes“ abzustellen sei. Besonders geeignet schien dafür eine Gegend zu sein, in der sich keine Siedlungen und keine landwirtschaftlichen Nutzflächen befinden.
Im Jahr 1900 wurde mit den Planungen zum Bau einer Talsperre mit einer gekrümmten Gewichtsstaumauer aus Bruchsteinmauerwerk nach dem Intze-Prinzip begonnen. Die Nordhäuser Stadtverordnetenversammlung genehmigte den Bau am 17. März 1902 mit 28 Stimmen bei 6 Gegenstimmen. Bei einem geschätzten Verbrauch von 100 Litern pro Kopf und Tag (einschließlich Wasser für industrielle Zwecke) war die Talsperre für die Trinkwasserversorgung von etwa 45.000 Menschen ausgelegt, was einer jährlich benötigten Wassermenge von 1.642.500 m³ entsprach. Im März 1904 begannen die Arbeiten mit Rodungen im Bereich des künftigen Staubeckens. Die Projektleitung hatte der Berliner Wasserbauinspektor Mattern inne, die Bauleitung vor Ort lag in den Händen des Regierungsbaumeisters und Nordhäuser Stadtbaurates Michael. Bei den Arbeiten wurden überwiegend italienische Fachleute eingesetzt. Der Transport des Materials erfolgte von Neustadt aus mit einer Feldeisenbahn. Der Neustädter Ratskeller betrieb eine Kantinenbaracke auf der Baustelle.
Die Fertigstellung der Staumauer war für den 1. Dezember 1904 geplant. Dieser Termin konnte wegen fehlender Arbeitskräfte und der zu früh hereinbrechenden und anhaltenden Kälte nicht eingehalten werden. Die Arbeiten wurden eingestellt und erst im März 1905 wieder aufgenommen. Vorübergehender Steinmangel und eine kräftige Sommervegetation in dem bereits vollständig beräumten Staubecken verzögerten die Arbeiten weiter. Nach wochenlangen Regenfällen und heftigen Schneegestöber konnte schließlich am 13. Oktober 1905 die baupolizeiliche Abnahme stattfinden. Ab 13.43 Uhr wurde das Wasser angestaut, bereits nach drei Tagen war ein Fünftel des Stauraumes gefüllt. Die Gesamtbaukosten betrugen 1,4 Millionen Goldmark.

### Umbauten
Trotz des Erfolgs der Talsperre kam es in trockenen Jahren immer wieder zu Engpässen bei der Wasserversorgung. Außerdem stieg der Wasserbedarf ständig, vor allem nach dem Bau der Nordhäuser Kanalisation (1913–1915) und wegen des steigenden Wasserbedarfs der Deutschen Reichsbahn.
Aus diesen Gründen stellte die Stadt Nordhausen 1920 einen Bauantrag zur Erhöhung der Staumauer. Die technischen Voraussetzungen dafür waren beim Bau der Talsperre bereits berücksichtigt worden. In den Jahren 1922 und 1923 wurde die Staumauer mit Beton um 6,26 m erhöht. Das Stauvolumen vergrößerte sich dadurch um 385.000 m³.
Im Jahr 1940 entstand unmittelbar oberhalb des Staubeckens an der Stauwurzel und damit am Einfluss des Krebsbachs in das Becken eine etwa 150 m lange Vorsperre als Absatzbecken für Schwimm- und Schwebstoffe.
Inspektionen in unregelmäßigen Abständen fanden ab 1965 statt. 1983 erfolgte eine umfassende Untersuchung des Talsperrenzustandes, deren Ergebnis erste Sanierungsarbeiten mit Spritzbeton waren. Weitere Untersuchungen in den Jahren 1990 und 1991 ergaben die Notwendigkeit einer Generalinstandsetzung. Als erster Schritt erfolgte 1992 eine Staubegrenzung auf 800.000 m³. Danach erfolgte zwischen 1997 und 2001 eine Generalinstandsetzung nach denkmalpflegerischen Gesichtspunkten. Die Staumauer wurde auf der Wasserseite mit Asphaltbeton abgedichtet, der „Intze-Keil“ wurde durch einen Dichtungsschleier ersetzt, und am Fuß der Staumauer wurde ein Kontrollgang gebaut. Das Mauerwerk auf der Luftseite der Staumauer einschließlich der Schieberhäuser wurde ebenso wie die Mauerkrone saniert. Die beiden Entnahmetürme wurden originalgetreu nachgebaut und weiter in das Staubecken versetzt.
Nachdem die novellierte Trinkwasserverordnung (TrinkwV 2001) die Aufbereitung von Oberflächenwasser forderte, musste für die Weiternutzung des Talsperrenwassers zur Trinkwasserversorgung 2004–2007 ein Wasserwerk in der Nordhäuser Alexander-Puschkin-Straße gebaut werden.

## Wandern
Während das Überqueren der Staumauer untersagt ist, kann der Stausee umwandert werden. Die Talsperre Neustadt ist als Nr. 218 in das System der Stempelstellen der Harzer Wandernadel einbezogen; der Stempelkasten (⊙) befindet sich nahe dem Westende der Staumauer.